# Уотсон, Уилли (футболист, 1920)
Уи́лли Уо́тсон (англ. Willie Watson; 7 марта 1920 — 24 апреля 2004) — английский крикетист и футболист. Выступал за крикетные клубы графств Йоркшир и Лестершир и за сборную Англии по крикету. Также играл за футбольную сборную Англии. После завершения карьеры игрока работал тренером.

## Футбольная карьера

### Клубная карьера
Футбольную карьеру начал в 1938 году в клубе «Хаддерсфилд Таун». В сезоне 1938/39 провёл за команду 11 матчей в Первом дивизионе. Затем из-за войны официальные турниры в Англии с 1939 по 1946 год были отменены. В 1946 году, после возобновления профессиональных турниров, Уилли перешёл в «Сандерленд». Он выступал за клуб до 1954 года, сыграв в общей сложности 223 матча и забив 1 гол. С 1954 по 1956 год был играющим тренером в клубе «Галифакс Таун».
После завершения карьеры игрока был главным тренером клубов «Галифакс Таун» и «Брэдфорд Сити».

### Карьера в сборной
16 ноября 1949 года дебютировал за футбольную сборную Англии в матче против сборной Ирландии. В 1950 году был включён в заявку сборной на чемпионат мира в Бразилии, но на самом турнире не сыграл. Всего провёл за сборную 4 матча.

### Список матчей за сборную
Ниже приведён список всех матчей Уилли Уотсона за сборную Англии.
| Матч | Дата           | Соперник  | Счёт | Турнир                                                       | Место проведения                 |
| ---- | -------------- | --------- | ---- | ------------------------------------------------------------ | -------------------------------- |
| 1    | 16 ноября 1949 | Ирландия  | 9:2  | Домашний чемпионат Великобритании. Отборочный матч к ЧМ-1950 | «Мейн Роуд», Манчестер, Англия   |
| 2    | 30 ноября 1949 | Италия    | 2:0  | Товарищеский матч                                            | «Уайт Харт Лейн», Лондон, Англия |
| 3    | 15 ноября 1950 | Уэльс     | 4:2  | Домашний чемпионат Великобритании                            | «Рокер Парк», Сандерленд, Англия |
| 6    | 22 ноября 1950 | Югославия | 2:2  | Домашний чемпионат Великобритании                            | «Хайбери», Лондон, Англия        |

## Крикетная карьера
В 1939 году дебютировал за крикетный клуб Йоркшира. В 1951 году провёл свой первый тестовый матч за сборную Англии в игре против сборной ЮАР. Всего с 1951 по 1959 год провёл 23 тестовых матча за сборную.
В 1958 году ушел из крикетного клуба Йоркшира, став капитаном и помощником секретеря крикетного клуба Лестершира. Играл за клуб до 1964 года.

## Личная жизнь
В 1968 году эмигрировал в ЮАР, где работал тренером по крикету. Умер в Йоханнесбурге в апреле 2004 года в возрасте 84 лет.